# 서정인
서정인(徐廷仁, 본명: 서정택, 1936년 12월 20일~2025년 4월 14일)은 대한민국의 소설가이다.
전라남도 순천에서 태어나 서울대학교 영문과 및 동대학원을 졸업하고, 잠시 미국 하버드 대학에서 객원연구원으로 지냈다. 1962년 《사상계》 신인상에 《후송(後送)》이 당선되어 문단에 데뷔하였다. 주요 작품으로 《철쭉제》, 《원무(圓舞)》, 《달궁》과 창작집 《가위》가 있고, 그밖에도 《물결이 놀던 날》, 《의상을 입으라》, 《미로》, 《강》, 《우리 동네》, 《산》 등을 발표했다. 소설집 《강》, 《토요일과 금요일 사이》 등이 있고, 창작집 《서정인 문학선》 등이 있다.
그의 작품들은 실체를 상징 또는 환상으로 포착하면서 자의식의 분열을 추적, 진실을 찾지 못한 채 방황하는 지식인의 고민을 분석했다.
1987년 전북대학교 영문학과 교수를 역임했다. 한국문학작가상, 월탄문학상, 이산문학상 등을 수상했다.